# Daily Gazetteer
Le Daily Gazetteer est journal quotidien anglais publié du 30 juin 1735 à juin ou juillet 1746. Il était imprimé à Londres par Thomas Cooper sur Paternoster Row et était diffusé quotidiennement à l'exception du samedi.